# José Lameiras Olvera
José Lameiras Olvera (Ciudad de México, diciembre de  1938 - Zamora, Michoacán, 14 de octubre de 2003) fue un etnólogo y antropólogo mexicano de reconocido prestigio, especializado en etnohistoria.

## Biografía
José Lameiras nació en la Ciudad de México en diciembre de 1938, hijo mayor de Constantino Lameiras González, comerciante de origen gallego, y Carmen Olvera, mexicana. Estudió la primaria y la secundaria en colegios maristas. Se casó con Brigitte Boehm en 1964 con quien tuvo tres hijas. Falleció en la ciudad de Zamora, Michoacán, el 14 de octubre de 2003.

## Formación y actividad académica
Ingresó a la Facultad de Arquitectura de la Universidad Nacional Autónoma de México en 1958 y, al poco tiempo, comenzó a colaborar como museógrafo en el Instituto Nacional de Antropología e Historia (INAH). En 1961 dejó la carrera de arquitectura y se inscribió en la Facultad de Filosofía y Letras de la UNAM de donde egresó en 1965. Ese mismo año se inscribió en la Escuela Nacional de Antropología e Historia donde previamente había asistido a clases con Pablo Martínez del Río. Se graduó como etnólogo con la tesis Meztitlán. Notas para su etnohistoria en 1969. Entre 1970 y 1971 realizó una estancia en la Universidad de Hamburgo, Alemania, en donde estudió con Günther Zimmermann.
Al regresar a México en 1971 comenzó a dar clases en el Departamento de Antropología de la Universidad Iberoamericana, del que fue director entre 1973 y 1976, y se unió a un grupo de jóvenes antropólogos que trabajaban con Ángel Palerm. Colaboró con Palerm para diseñar el programa de estudios para fundar el Departamento de Antropología de la Universidad Autónoma Metropolitana, donde entró a trabajar como profesor en 1976. Luis González y González invitó a Lameiras a formar parte del grupo de académicos que fundó El Colegio de Michoacán, en 1979. Lameiras se desempeñó como profesor investigador del Centro de Estudios Antropológicos del COLMICH hasta su muerte.

## Principales publicaciones
- "Relaciones en torno a la posesión de tierras y aguas: un pleito entre indios principales de Teotihuacán y Acolman en el siglo XVI", en Teresa Rojas, Rafael Strauss y José Lameiras, Nuevas noticias sobre las obras hidráulicas prehispánicas y coloniales en el Valle de México. México: SEP / INAH, 1974, pp. 177-228
- "La antropología en México: su desarrollo en lo que va del siglo", en Ciencias sociales en México, México, El Colegio de México, 1979
- Los déspotas armados, México, El Colegio de Michoacán, 1985, 229 p.
- Colima. Mar y palmeras al pie del volcán, México, Secretaría de Educación Pública, 1986
- El Tuxpan de Jalisco. Una identidad danzante, Zamora, El Colegio de Michoacán, 1990
- con Jesús Galindo Cáceres (eds.), Medios y mediaciones; los cambiantes sentidos de la dominación en México, Guadalajara, El Colegio de Michoacán / ITESO, 1994
- con Andrew Roth-Seneff (eds.), El verbo oficial: política moderna en dos campos periféricos del Estado mexicano, Zamora, El Colegio de Michoacán, 1994
- con Andrew Roth-Seneff (eds.), El verbo popular. Discurso e identidad en la cultura mexicana, Zamora, El Colegio de Michoacán, 1995
- Pedro Bosch-Gimpera. Semblanza, Guadalajara, El Colegio de Jalisco / Generalitat de Catalunya, 1999.
- con Miguel J. Hernández Madrid (eds.), Las ciencias sociales y humanas en México: síntesis y perspectivas de fin de siglo, Zamora, El Colegio de Michoacán, 2000